# Temple protestant de Plougrescant
Le temple de Plougrescant est un édifice religieux protestant construit en 1902, dans le lieu-dit de Crec'h-Gueno, sur la commune de Plougrescant en Bretagne. Il est rattaché à la Fédération des Églises évangéliques baptistes de France.

## Histoire

### Genèse
L'histoire du temple de Plougrescant débute au XIXe siècle. Dans un premier temps dans les années 1850 lorsque François Le Quéré, un jeune du village de Trémel, se convertit au protestantisme sous l'influence de John Jenkins, un missionnaire baptiste gallois. Le Quéré devient ensuite missionnaire à son tour, traduisant et composant de nombreux cantiques protestants en breton. Puis dans un second temps avec l'arrivée en France, depuis le canton de Vaud, de la Suissesse Hélène Biolley.
À la fin du XIXe siècle, Biolley fonde avec Le Quéré la Mission aux Bretons du Havre, afin d'évangéliser et d'apporter un soutien spirituel aux Bretons émigrés dans le port normand.

### Fondation
Biolley et Le Quéré décident ensuite de la création du temple de Plougrescant. Ils obtiennent le financement pour la réalisation de la construction en 1901, certainement avec l'aide de donateurs britanniques. La demande écrite pour obtenir l'installation du temple est formulée par François Le Quéré qui précise dans son courrier que la demande est « essentiellement personnelle » et que le temple sera « consacré au culte évangélique libre ». Le temple est inauguré le 15 juin 1902 et prend le surnom du « Phare évangélique ».
La mairie de Plougrescant est alors fortement opposée à l'établissement d'une paroisse protestante sur le territoire de sa commune, puisqu'elle refuse la première demande de Le Quéré, et de nombreux habitants du village vont ostraciser pour un temps les protestants qui fréquentent le temple.

### Première Guerre mondiale
Avant la Première Guerre mondiale, le temple fait partie d'une mission baptiste qui est également implantée à Brest.
Pendant la guerre, les activités de la paroisse sont peu impactées en raison de l'implication des femmes dans la vie de la communauté, notamment dans les activités bibliques.
La paroisse va être amenée à s'occuper des obsèques de 51 soldats allemands prisonniers et morts dans les hôpitaux militaires de la région.

### Entre-deux-guerres et popularité
L'entre-deux-guerres est la période où la paroisse ainsi que le temple rayonnent le plus.
La communauté est menée par le pasteur Yves Omnès à partir de 1918 et va être affiliée officiellement à la Société missionnaire baptiste en 1920.
Yves Omnès est une personne très appréciée localement et influence longuement la paroisse. Il défend la culture bretonne et fait tenir les cultes en breton, à une époque où l'Église catholique dispose par exemple d'une liturgie en latin pour toutes ses célébrations. En plus des activités religieuses, des ateliers manuels sont organisés par le pasteur Omnès à destination de la jeunesse de la région. Il rend aussi service aux habitants des environs et les convie aux cultes en échange de son aide, ce qui aide à faire connaître la paroisse.

### Après 1945
Après la Seconde Guerre mondiale, la paroisse va connaître un déclin progressif. Le pasteur Yves Omnès meurt en 1952, et le temple va alors se rapprocher de l'église baptiste de Paimpol.
Dans les années 1970, le dernier pasteur à temps plein et locuteur breton est en service. Après son départ les cultes n'ont plus lieu qu'une fois par mois, et ce jusque dans les années 1980 où il est décidé de ne tenir des cultes que lors de la période estivale.

## Affiliation et gouvernance
Affilié à partir de 1920 à la Société missionnaire baptiste, le temple est aujourd'hui rattaché à la Fédération des Églises évangéliques baptistes de France,. Mais cette affiliation n'empêche pas au temple une ouverture à d'autres dénominations protestantes puisque des membres de l'Église protestante unie sont invités à prendre part aux cultes qui sont célébrés chaque année en juillet et en août.
Le temple est géré par une association depuis 2011, Les Amis du temple de Plougrescant.

## Éléments architecturaux
Le temple est construit en granite et dispose d'une décoration très épurée à l'intérieur. Une croix en bois, qui comporte un verset en breton issu de la Première épître de Jean (1Jn 4,8), « Doue a zo Karantez » (« Dieu est Amour »), est suspendue au mur attenant à la chaire.